# Nam châm đất hiếm

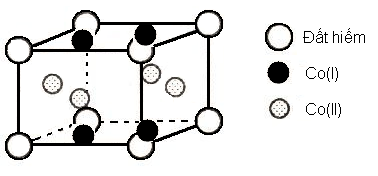
Ô nguyên tố trong cấu trúc tinh thể của hệ hợp chất SmCo_{5}

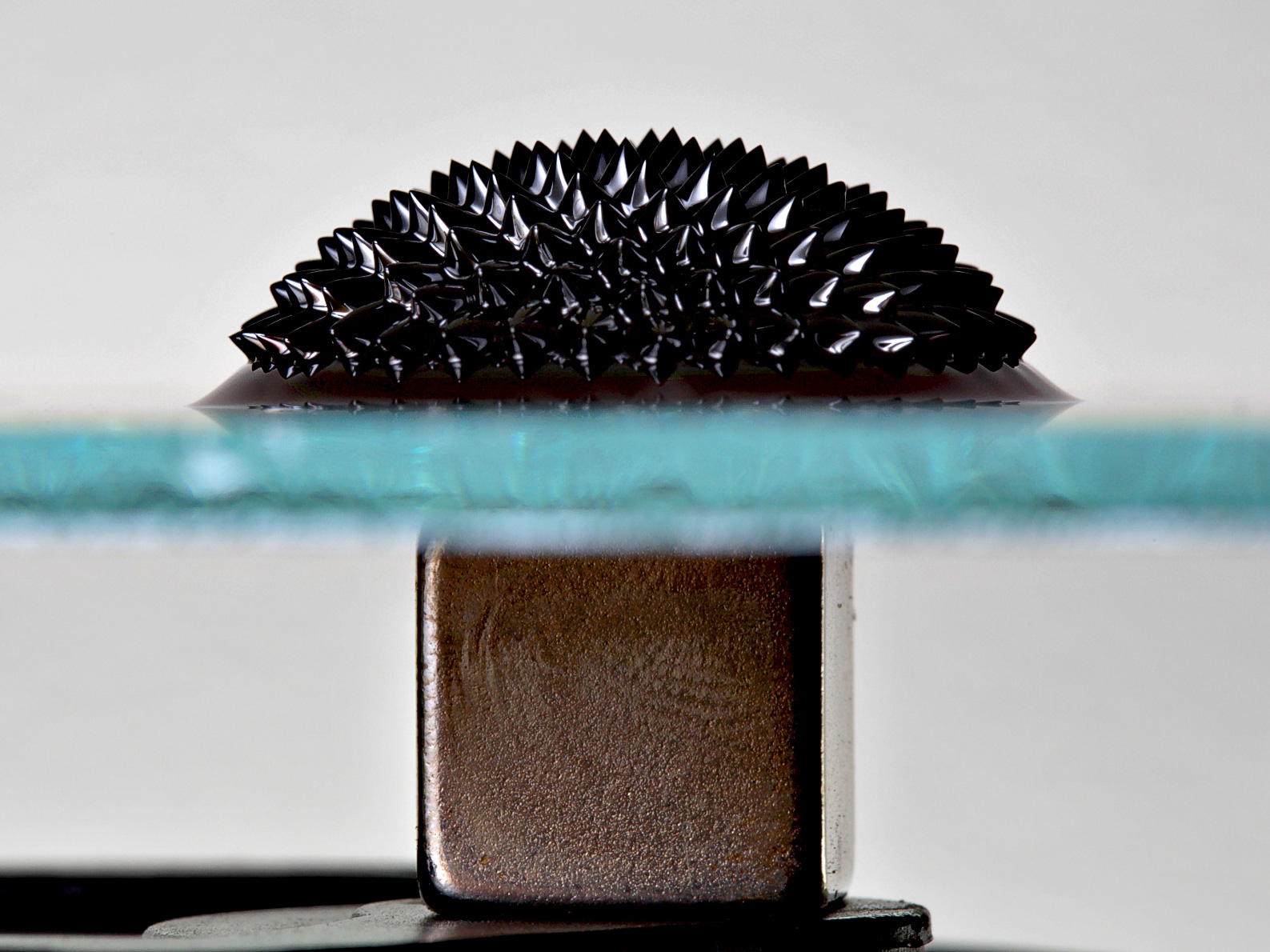

Nam châm đất hiếm là nam châm vĩnh cửu được làm từ các hợp chất hoặc hợp kim của các nguyên tố đất hiếm và kim loại chuyển tiếp mà điển hình là 2 họ nam châm đất hiếm 2:14:1 và Nam châm SmCo.
Nam châm đất hiếm bắt đầu xuất hiện từ nửa sau và cuối của thế kỷ 20 được biết đến là mạnh hơn rất nhiều so với các loại nam châm truyền thống như nam châm ferrite, nam châm AlNiCo, hay vượt trội hơn cả là nam châm hợp kim FePt, CoPt.

## Hệ nam châm đất hiếm dựa trên hợp chất SmCo
Là các nam châm vĩnh cửu cấu tạo từ các hợp chất của Samarium (Sm) và Coban (Co) (có thể có thêm một số nguyên tố khác), là hệ các vật liệu từ cứng có dị hướng từ tinh thể lớn nhất hiện nay với lực kháng từ rất lớn và nhiệt độ Curie rất cao, mà phổ biến nhất là hai hệ hợp chất SmCo5 và Sm2(Co,Fe)17. Đặc điểm chung của hệ hợp chất này là có dị hướng từ tinh thể rất lớn (nên có thể cho lực kháng từ từ vài kOe đến vài chục kOe), nhưng có từ độ bão hòa không cao, và có nhiệt độ Curie rất cao và độ suy giảm phẩm chất theo nhiệt độ thấp nên thường được sử dụng trong các ứng dụng ở nhiệt độ cao và do đó thường được gọi với tên chung là nam châm nhiệt độ cao,.. 
- Hợp chất SmCo5

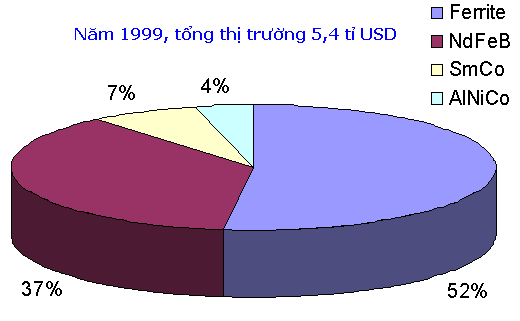
Phân bố thị trường nam châm vĩnh cửu trên thế giới năm 1999, nam châm NdFeB chiếm 37% thị phần

Được phát minh bởi Karl J. Strnat (U.S. Air Force Materials Laboratory) lần đầu tiên vào năm 1966 với tích năng lượng từ cực đại (BH)max đạt 18 MGOe.
SmCo5 thuộc nhóm hợp chất RCo5 (R thường được dùng để ký hiệu các nguyên tố đất hiếm, có cấu trúc tinh thể lục giác.
SmCo5 có hằng số dị hướng từ tinh thể bậc 1 K1 = 11,9.106 J/m³, từ độ bão hòa Ms = 840 kA/m và nhiệt độ Curie TC = 1003 K, trường dị hướng HA = 28,6 T. Loại nam châm này có khả năng cho tích năng lượng từ cực đại (BH)max lớn nhất tới 28,5 MGOe (220 kJ/m³).
- Hợp chất Sm2Co17

Được Karl J. Strnat và Dr. Alden Ray phát minh năm 1972 với tích năng lượng từ cực đại tới 30 MGOe. Hệ vật liệu này có cấu trúc tương tự như SmCo5, nhưng có sự khác biệt về thông số từ nội tại. Hằng số dị hướng từ tinh thể bậc 1 K1 = 10.106 J/m³, từ độ bão hòa Ms = 990 kA/m và nhiệt độ Curie TC = 958 K. Loại nam châm này có khả năng cho tích năng lượng từ cực đại (BH)max lớn nhất tới 41,3 MGOe (331 kJ/m3).. Trong các nghiên cứu hiện nay về nam châm nhiệt độ cao, người ta pha tạp thêm các nguyên tố khác (Fe, Cu, Zr...) để cải tiến cấu trúc và tính chất nhằm nâng cao nhiệt độ Curie cũng như phẩm chất từ của hệ vật liệu này,

## Nam châm đất hiếm dựa trên nhóm hợp chất 2:14:1
Hệ hợp chất 2:14:1 là tên gọi tắt của hệ hợp chất có công thức chung R2Fe14B hoặc R2Co14B (nhưng hệ hợp chất R2Co14B hầu như ít được sử dụng), với R là các nguyên tố đất hiếm (ví dụ như Nd, Pr, Dy...), và loại được sử dụng nhiều nhất là Nd2Fe14B (thường được gọi tắt là nam châm NdFeB) và Pr2Fe14B.
Đặc điểm chung là có dị hướng từ tinh thể rất lớn, có từ độ bão hòa rất lớn nên có khả năng cho tích năng lượng từ khổng lồ. Loại tốt nhất là NdFeB có khả năng cho giá trị (BH)max tới 64 MGOe. Nhóm hợp chất này đều có cấu trúc tinh thể kiểu tứ giác. Các tham số từ của nhóm hợp chất này được trình bày theo bảng dưới đây 
| Hợp chất | Hằng số mạng a (nm) | Hằng số mạng c (nm) | Mật độ | Từ độ bão hòa Ms (kG) | Trường dị hướng HA (kG) | Nhiệt độ Curie TC (K) |
| -------- | ------------------- | ------------------- | ------ | --------------------- | ----------------------- | --------------------- |
| Ce2Fe14B | 0,877               | 1,211               | 7,81   | 11,6                  | 44,25                   | 424                   |
| Pr2Fe14B | 0,882               | 1,225               | 7,47   | 14,3                  | 125                     | 564                   |
| Nd2Fe14B | 0,882               | 1,224               | 7,55   | 15,6                  | 150                     | 585                   |
| Sm2Fe14B | 0,880               | 1,215               | 7,73   | 13,3                  | --                      | 612                   |
| Gd2Fe14B | 0,879               | 1,209               | 7,85   | 8,6                   | 76,25                   | 661                   |
| Tb2Fe14B | 0,877               | 1,205               | 7,93   | 0,64                  | 350                     | 639                   |
| Dy2Fe14B | 0,875               | 1,200               | 8,02   | 6,5                   | 312,5                   | 602                   |
| Ho2Fe14B | 0,875               | 1,199               | 8,05   | 8,6                   | 250                     | 576                   |
| Er2Fe14B | 0,874               | 1,196               | 8,24   | 9.3                   | --                      | 554                   |
| Tm2Fe14B | 0.874               | 1,195               | 8,13   | 10,9                  | --                      | 541                   |
| Y2Fe14B  | 0,877               | 1,204               | 6,98   | 12,8                  | 25,3                    | 565                   |

Đây là hệ vật liệu được phát minh vào năm 1983 bởi đồng thời 2 nước là Mỹ (J. J. Croat) và Nhật Bản (M. Sagawa]) là hợp chất Nd2Fe14B và cho đến hiện nay Nd2Fe14B vẫn là loại nam châm vĩnh cửu tốt nhất với dị hướng từ tinh thể K1 = 9,4.106 J/m³, tích năng lượng từ cực đại có thể đạt tới 64 MGOe (đã sản xuất thương phẩm đạt 57 MGOe).

## Kỹ thuật chế tạo nam châm đất hiếm
Nam chất đất hiếm được sử dụng nhiều nhất là dạng các nam châm thiêu kết. Ban đầu, người ta chế tạo các hợp kim theo thành phần danh định của hợp chất (có bù lại một phần các nguyên tố đất hiếm do chúng dễ bị oxy hóa). Sau đó chúng được nghiền thành bột mịn, trộn keo epoxy và ép định hướng trong từ trường, sau đó nung thiêu kết ở nhiệt độ cao (trong môi trường đã được hút chân không cao và nạp khí bảo vệ) để tạo thành hợp chất, sau đó ủ nhiệt ở nhiệt độ thấp để ổn định pha, từ hóa và phủ keo bảo vệ. Các công đoạn trên đều được tiến hành trong môi trường bảo vệ để giảm thiểu oxy hóa.
Có thể thay thế công đoạn thiêu kết bằng kỹ thuật ép nóng. Người ta ép các bột trong từ trường ở nhiệt độ cao nhằm tạo ra pha và định hướng nam châm (tạo ra nam châm dị hướng).
Gần đây, người ta còn tiến hành tạo ra các nam châm đất hiếm giá thành rẻ với kiểu nam châm kết dính. Các bột hợp kim mịn được tạo ra sau khi nghiền các mảnh vụn hợp kim được chế tạo bằng công nghệ nguội nhanh, sau đó trộn keo epoxy và ép định hướng trong từ trường. Kỹ thuật này có ưu điểm là đơn giản và kinh tế hơn, nhưng sản phẩm cho phẩm chất thấp hơn nhiều so với nam châm thiêu kết.

## Nhược điểm của nam châm đất hiếm
Nam châm đất hiếm có những nhược điểm chung thuộc về đặc tính vật lý:
- Độ bền kém do các nguyên tố đất hiếm có hoạt tính hóa học cao, dễ bị oxy hóa. Các nam châm thường phải được phủ keo bảo vệ để chống oxy hóa.
- Giá thành cao (do các chứa hàm lượng lớn các nguyên tố đất hiếm đắt tiền và các kỹ thuật chế tạo phức tạp).
- Nam châm mạnh nhất là Nd2Fe14B là loại mạnh nhất thì lại có nhiệt độ Curie tương đối thấp và có độ suy giảm phẩm chất do nhiệt độ khá lớn.